# Bengalsk tiger
Den bengalske tiger lever i landene Indien, Nepal, Bhutan, Myanmar og Bangladesh. Det anslås, at der kun er mellem 3.200 og 4.500 bengalske tigre tilbage i naturen. Hvoraf ca. halvdelen lever i Indien.
En bengalsk hantiger vejer normalt mellem 200 og 295 kg, og en hun vejer normalt mellem 120 og 180 kg. Men de kan blive større; en bengalsk tiger, der blev skudt i 1967, var 3,3 meter lang og vejede næsten 390 kg.

## Gylden tiger
I efteråret 2010 blev der i ZOOPARK i Næstved født den sjældne farvevariation af den bengalske tiger, en Golden Tabby Tiger (Gylden tiger); Denne tiger er lysere end normalt, med sin gyldne pels og rødlige/karamelfarvede striber. Der findes under 30 af disse på verdensplan.
I maj 2012 fik ZOOPARK i Næstved tre tigerunger, hvoraf to af dem var golden tabbys.